# Джагды
Джагды́ — горный хребет на Дальнем Востоке России на территории Амурской области и Хабаровского края, часть горной цепи Янкан — Тукурингра — Соктахан — Джагды. Максимальная высота — 1604 м.

## География
Хребет расположен в северо-восточной Сибири, является самой восточной частью горной цепи Янкан — Тукурингра — Соктахан — Джагды. Хребтами Тукуринга — Джагды на юге и Становой на севере ограничена Верхнезейская равнина.
На севере и западе к хребту примыкает долина реки Зея. К северу протекает река Уда. На юге расположена Зейско-Буреинская равнина. В районе соединения хребтов Джагды, Тукуринга и Сокхатан расположена дамба Зейской ГЭС. На юго-востоке на восток продолжается хребет Селемджа. Высшей точкой хребта Джагды является безымянный пик высотой 1604 м.